# Lophozia polaris
Lophozia polaris là một loài Rêu trong họ Jungermanniaceae. Loài này được (R.M. Schust.) R.M. Schust. & Damsh. mô tả khoa học đầu tiên năm 1974.